# Ksar Bjir
Ksar Bjir (àrab قصر بجير) és una comuna rural de la província de Larraix de la regió de Tànger-Tetuan-Al Hoceima. Segons el cens de 2014 tenia una població total de 16.308 persones.